# Giovanna d'Arco all'incoronazione di Carlo VII
Giovanna d'Arco all'incoronazione del re Carlo VII nella cattedrale di Reims, o più brevemente Giovanna d'Arco all'incoronazione di Carlo VII (Jeanne d’Arc au sacre du roi Charles VII), è un dipinto di Jean-Auguste-Dominique Ingres realizzato nel 1854 ed oggi conservato nel museo del Louvre.
Quest’opera unisce lo stile neoclassico del maestro di Ingres, Jacques-Louis David, e lo stile troubadour.

## Storia

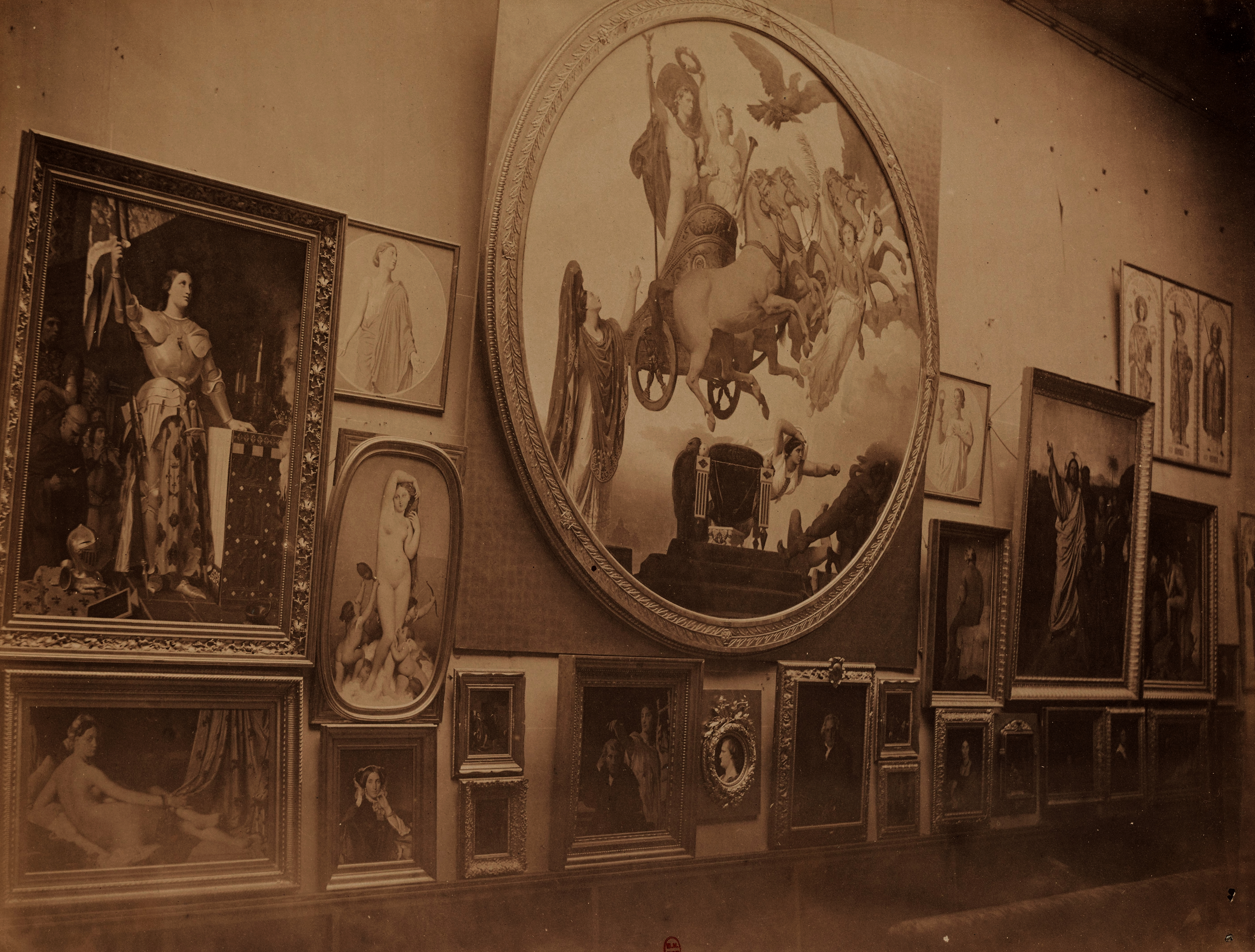
Vari quadri di Ingres (incluso quello raffigurante Giovanna d'Arco) esposti in una galleria durante l'esposizione universale di Parigi del 1855.

Nel 1851, il direttore dell'Accademia di Belle arti di Orléans, il signor de Guisard, commissionò ad Ingres un dipinto a tema libero per 20.000 franchi ed Ingres colse l'occasione per finire due dipinti ai quali stava già lavorando: La Vergine dell'Ostia e Giovanna d'Arco all'incoronazione di Carlo VII.
Ingres in precedenza aveva già raffigurato Giovanna d'Arco in un disegno che servì da modello per un'illustrazione ad acquerello di Victor Pollet, pubblicata in La Plutarque français, Vies des hommes et femmes illustres de la France ("Il Plutarco francese. Vite di uomini e donne illustri della Francia") di E. Mannechet. La posa del personaggio è molto simile a quella nel dipinto del 1854, ma non sono presenti altri personaggi all'infuori di Giovanna.
Ingres realizzò dei nuovi disegni preparatori partendo da una modella nuda: in seguito, in altri disegni aggiunse i vestiti e l'armatura. Da alcuni di questi disegni si nota come, all'inizio, la santa avrebbe dovuto poggiare un piede su uno scalino, idea poi scartata nella composizione finale.
Il dipinto, che venne esposto all'esposizione universale di Parigi del 1855, venne esposto prima nelle gallerie della reggia di Versailles, poi nel Museo del Lussemburgo ed infine venne trasferito nel museo del Louvre, dove si trova tuttora.

## Descrizione

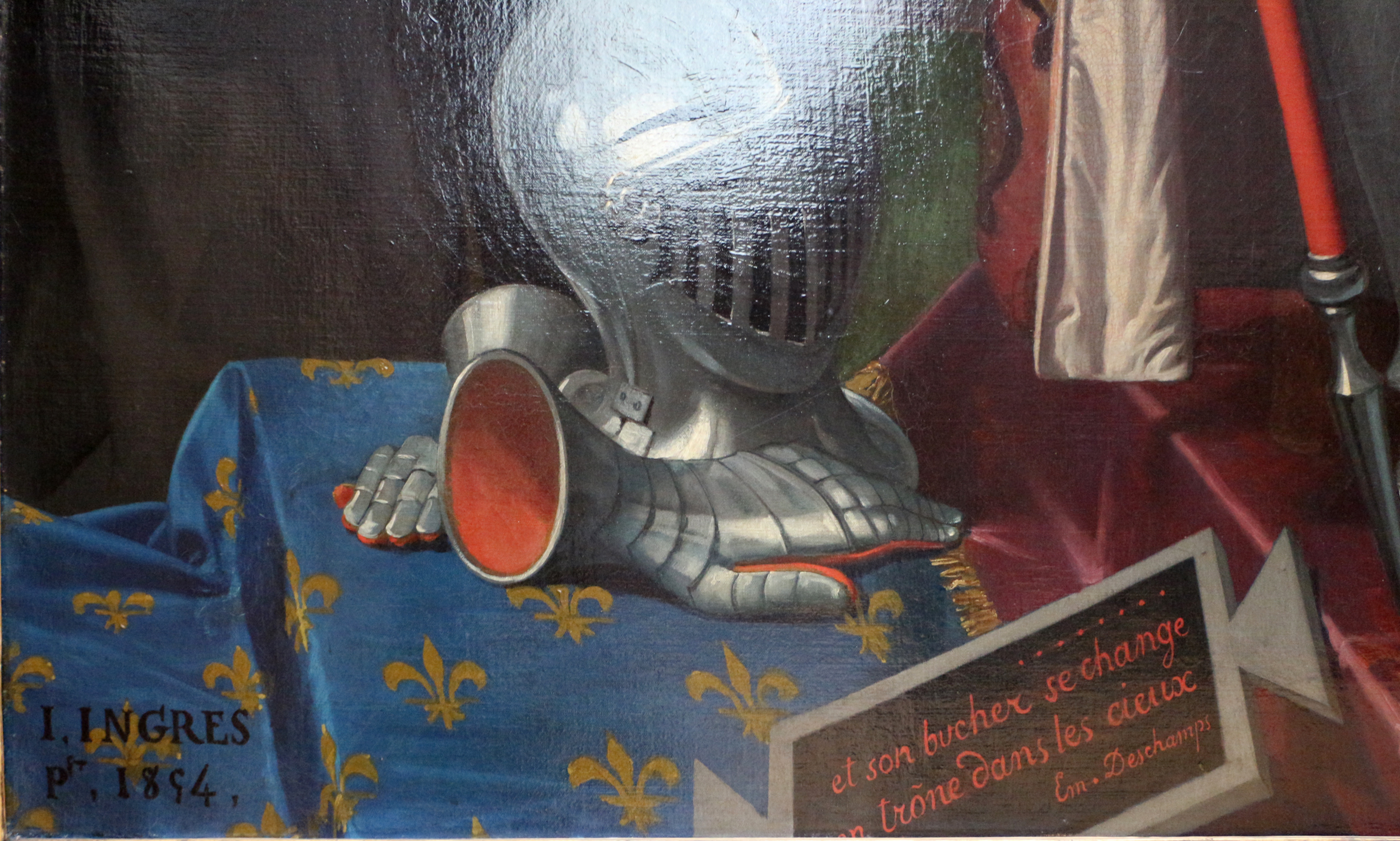
Un particolare del dipinto che mostra la firma dell'artista e la citazione di Deschamps.

Il dipinto raffigura la santa francese Giovanna d'Arco (un personaggio molto raffigurato nell'iconografia storica e religiosa della Francia del XIX secolo) all'incoronazione di Carlo VII di Francia nella cattedrale di Reims. La donna guerriera alza lo sguardo verso il cielo, come se stesse vedendo il paradiso, perché la santa riteneva che le vittorie ottenute dall'esercito francese fossero dovute a Dio. Giovanna d'Arco inoltre ha l'aureola. Dietro di lei sono presenti cinque persone, ovvero tre paggi, il monaco Jean Pasquerel (che sfoglia un libro), e un armigero, il quale altri non è che un autoritratto dell'artista. L'opera è caratterizzata da una luce che illumina la scena, da vari oggetti sontuosi e da un uso dei colori accesi. L'elmo di Giovanna si trova per terra ed accanto a questo è presente una frase del poeta romantico francese Émile Deschamps:
Tale frase si riferisce alla morte di Giovanna d'Arco, che venne arsa viva su una pira nel 1431, due anni dopo l'incoronazione del sovrano. Alla fine della sua vita, Ingres ritornò sul tema di Giovanna d'Arco avendo in mente due quadri: uno nel quale la santa veniva raffigurata in battaglia (Jeanne d'Arc dans la mêlée) e l'altro che la ritraeva in estasi (Tête d'une Jeanne d'Arc en extase). Non si hanno più notizie di questi quadri e non si sa nemmeno se vennero portati a termine dall'artista: del primo rimane solo uno studio preparatorio di nudo, del secondo alcuni disegni preparatori e uno studio a olio.

## Galleria d'immagini

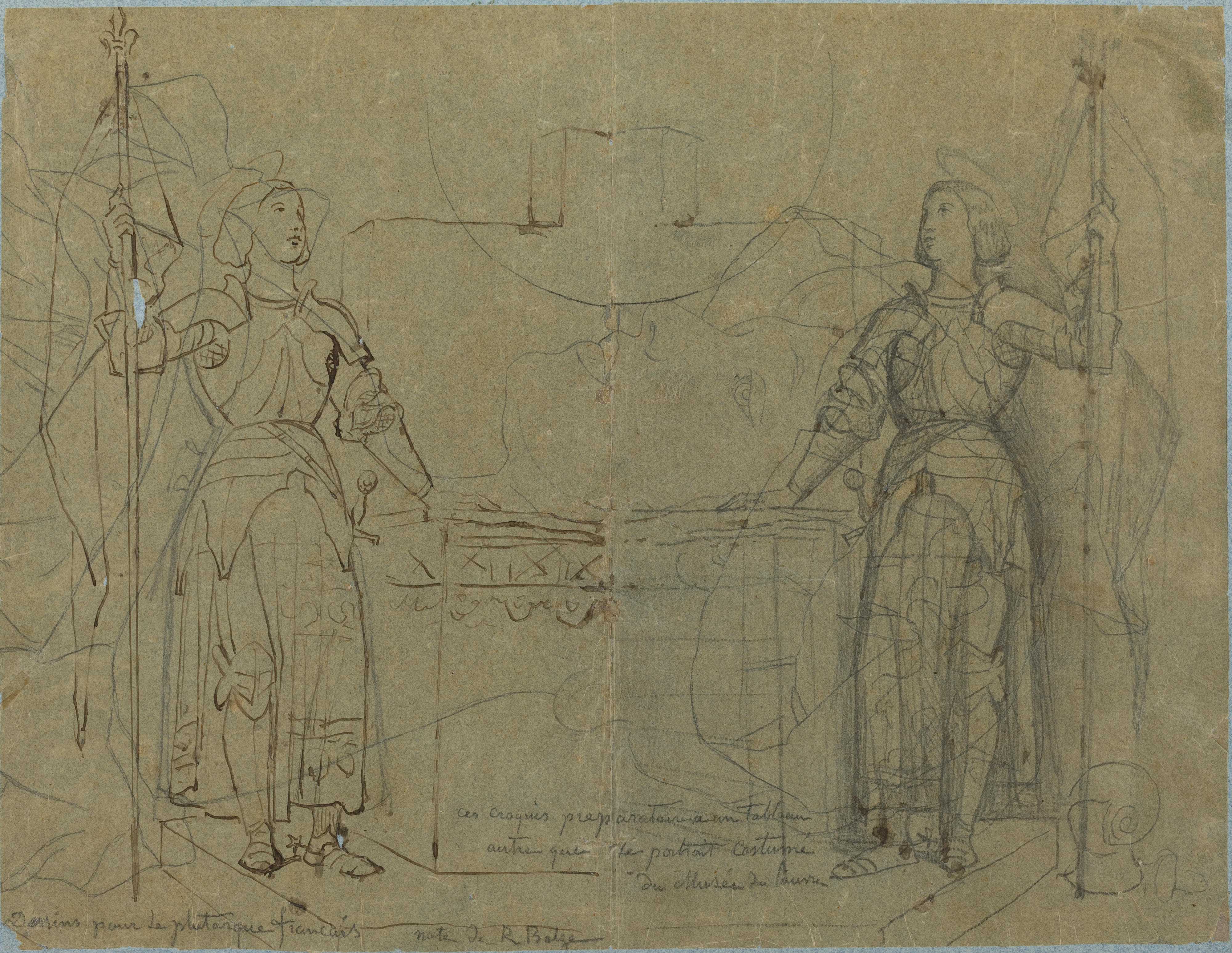
Un doppio disegno di Ingres raffigurante Giovanna d'Arco, risalente al 1844 circa.
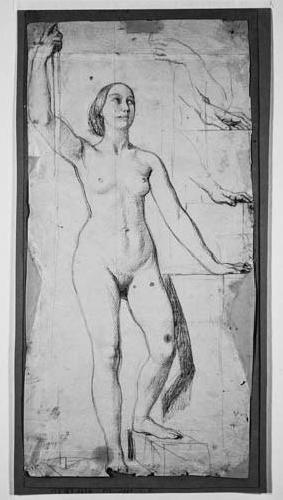
Uno studio di nudo per la figura di Giovanna.
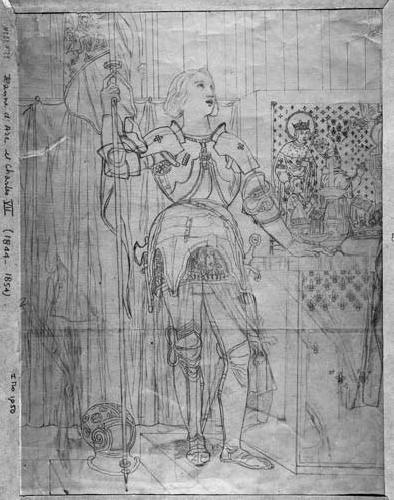
Uno studio ritraente Giovanna con l'armatura.